# Benczik Zsolt
Benczik Zsolt (Debrecen, 1978. december 15. –) magyar labdarúgó. A Debreceni VSC saját nevelésű játékosa, és az összes korosztályos csapatban szerepelt, de a felnőtt csapatban csak ritkán jutott szerephez, ezért az NB II KCFC-Hajdúszoboszló gárdájához igazolt és itt már több játéklehetőséget is kapott.